# 姉埼神社

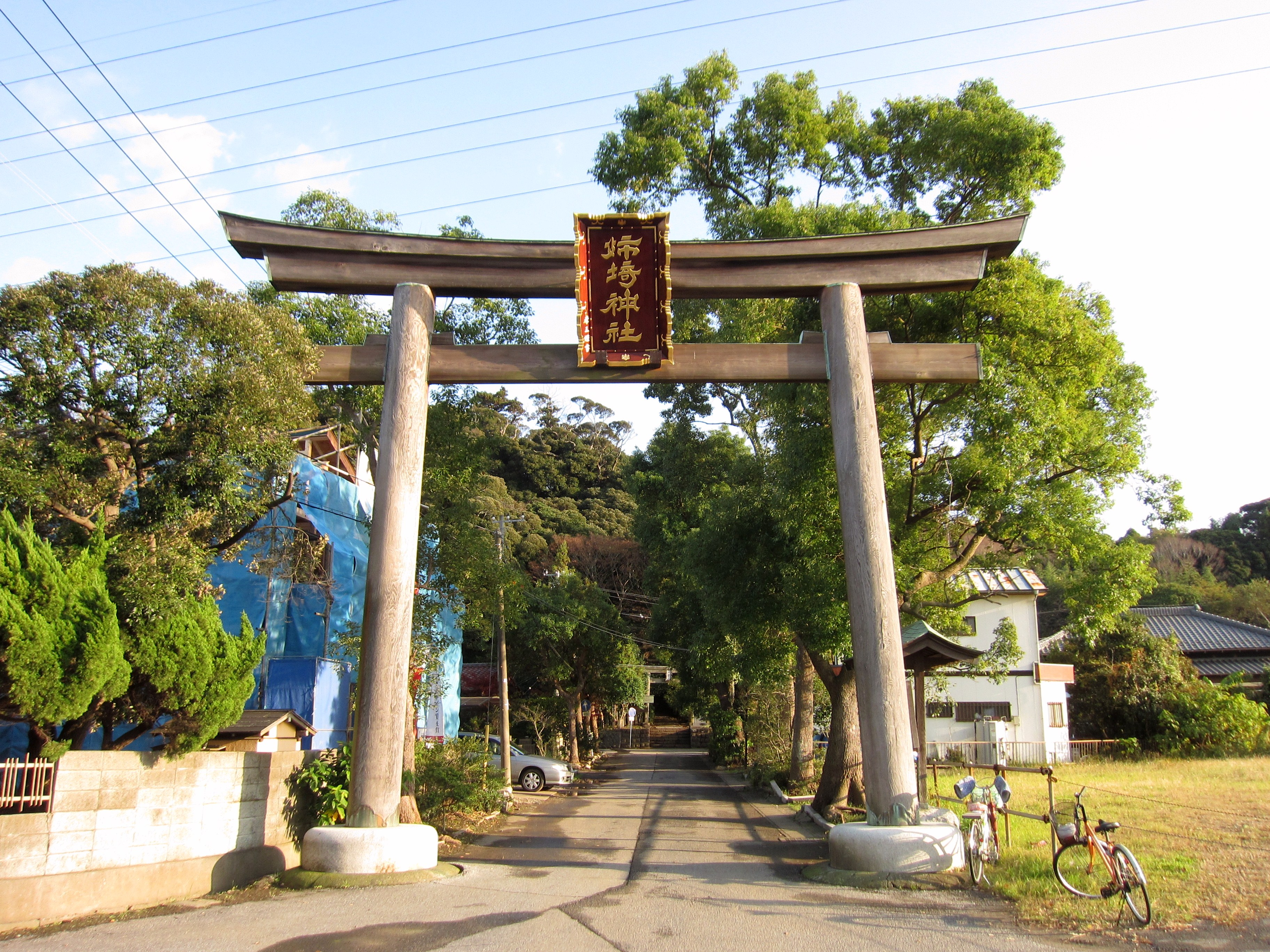
一の鳥居

姉埼神社（あねさきじんじゃ）は、千葉県市原市姉崎にある神社。式内社で、旧社格は県社。
地名は「姉崎」であるが、社名は「姉埼」とする。

## 祭神
祭神は次の5柱。
主祭神
- 支那斗弁命（しなとべのみこと） - 風の神。社伝では、島穴神社祭神の志那都比古尊の妻もしくは姉とする。

配祀神
- 日本武尊（やまとたけるのみこと）
- 天児屋根命（あめのこやねのみこと）
- 塞三柱神（さえのみはしらのかみ）
- 大雀命（おおささきのみこと） - 仁徳天皇を指す。

## 歴史

### 創建
『古事記』・『日本書紀』では、景行天皇（第12代）40年、日本武尊が東征の際、走水の海（浦賀水道）で暴風雨に遭ったが妃の弟橘姫の犠牲によって上総に上陸することができたとする記事が見える。社伝ではその時のこととして、日本武尊が宮山台（現社地）で弟橘姫をしのび、風の神である支那斗弁命を祀ったのが創建とする。
また社伝では、日本武尊の死後に父である景行天皇が日本武尊の縁の地を歴訪し、姉埼神社に日本武尊を合祀したとする。さらに、成務天皇（第13代）5年には当地を支配していた上海上国造の忍立化多比命が天児屋根命と塞三柱神を合祀したとするほか、履中天皇（第17代）4年には忍立化多比命の孫の忍兼命が大雀命を合祀したとする。伝承の真偽は詳らかでないが、姉崎一帯では大型前方後円墳を含む姉崎古墳群の分布が知られ、上海上国造の勢力の中心地であったと推測されている。

### 概史
国史では、元慶元年（877年）に「姉前神」に正五位下勲五等の神階が授けられた旨や、元慶8年（884年）に同神が正五位上勲五等に昇叙された旨が記載されている。
延長5年（927年）成立の『延喜式』神名帳では上総国海上郡に「姉埼神社」と記載され、式内社に列している。平安時代中期の『和名抄』に見える地名のうちでは、当地は「海上郡馬野郷」に比定される。
かつては同じく式内社の島穴神社と深い関係にあり、神輿が両社を行き来していたという。
明治維新後、近代社格制度では県社に列した。
昭和61年（1986年）には火災に遭い、本殿と神木が焼失した。現在の本殿はその後に再建されたものであり、神木は焼け残った芽から育て直されている。

### 神階
- 元慶元年（877年）5月17日、従五位上勲五等から正五位下勲五等 （『日本三代実録』） - 表記は「姉前神」。
- 元慶8年（884年）7月15日、正五位下勲五等から正五位上勲五等 （『日本三代実録』） - 表記は「姉前神」。

## 境内

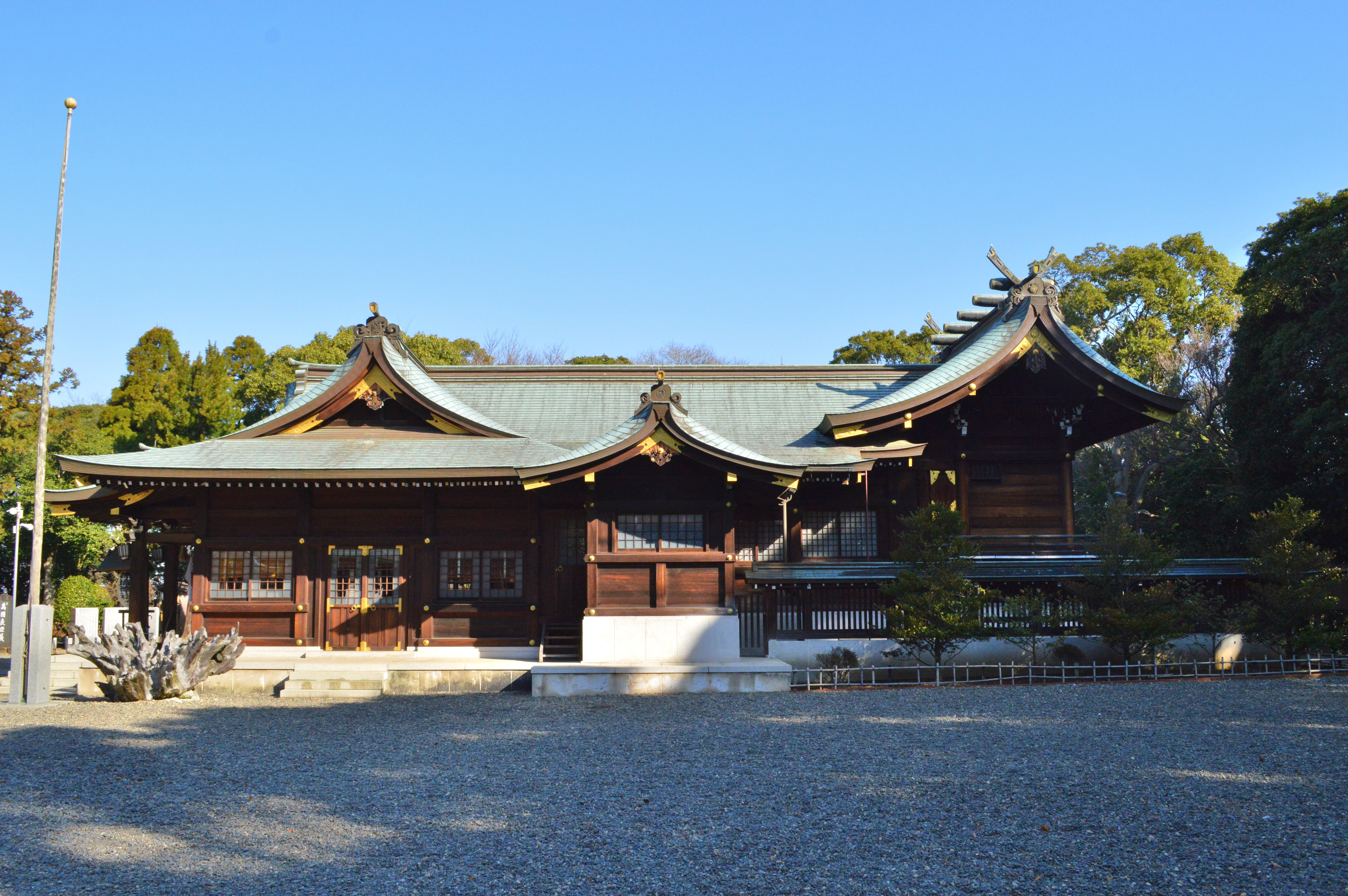
社殿 右の本殿から左の拝殿までを接続し1棟とする。
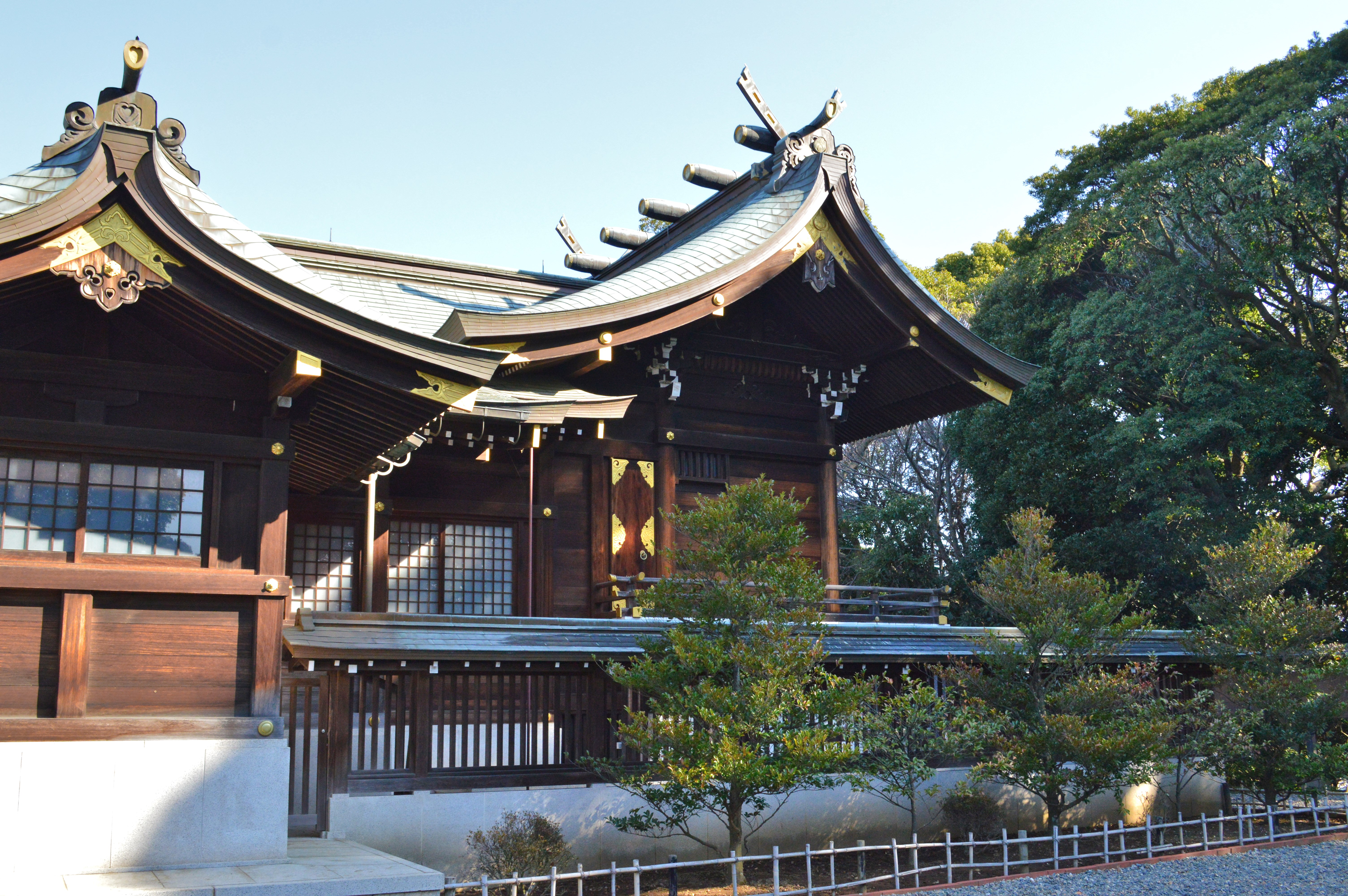
本殿
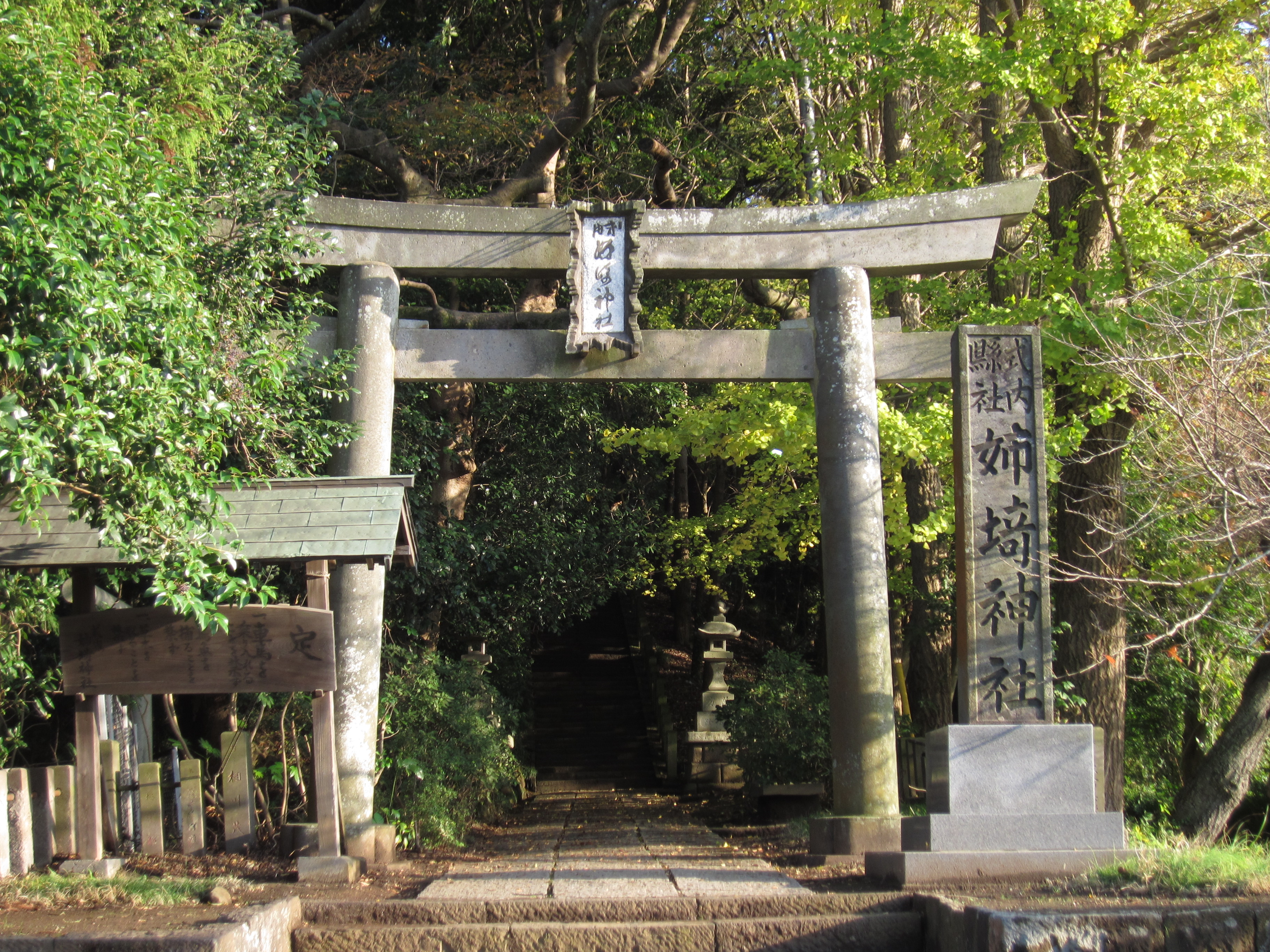
正面鳥居

## 摂末社
境内には浅間神社（富士塚上に鎮座）ほか数社が鎮座する。

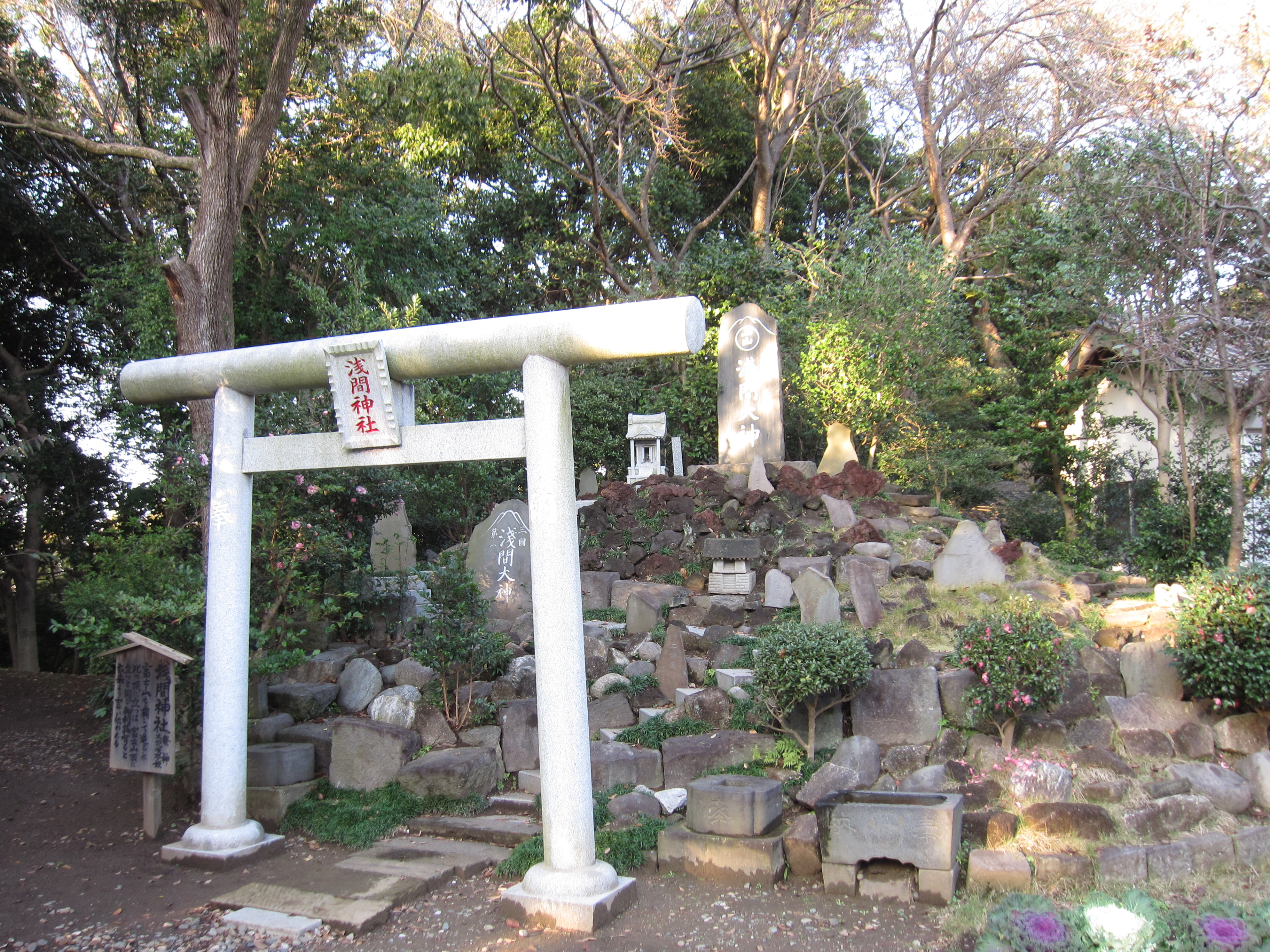
浅間神社（富士塚）
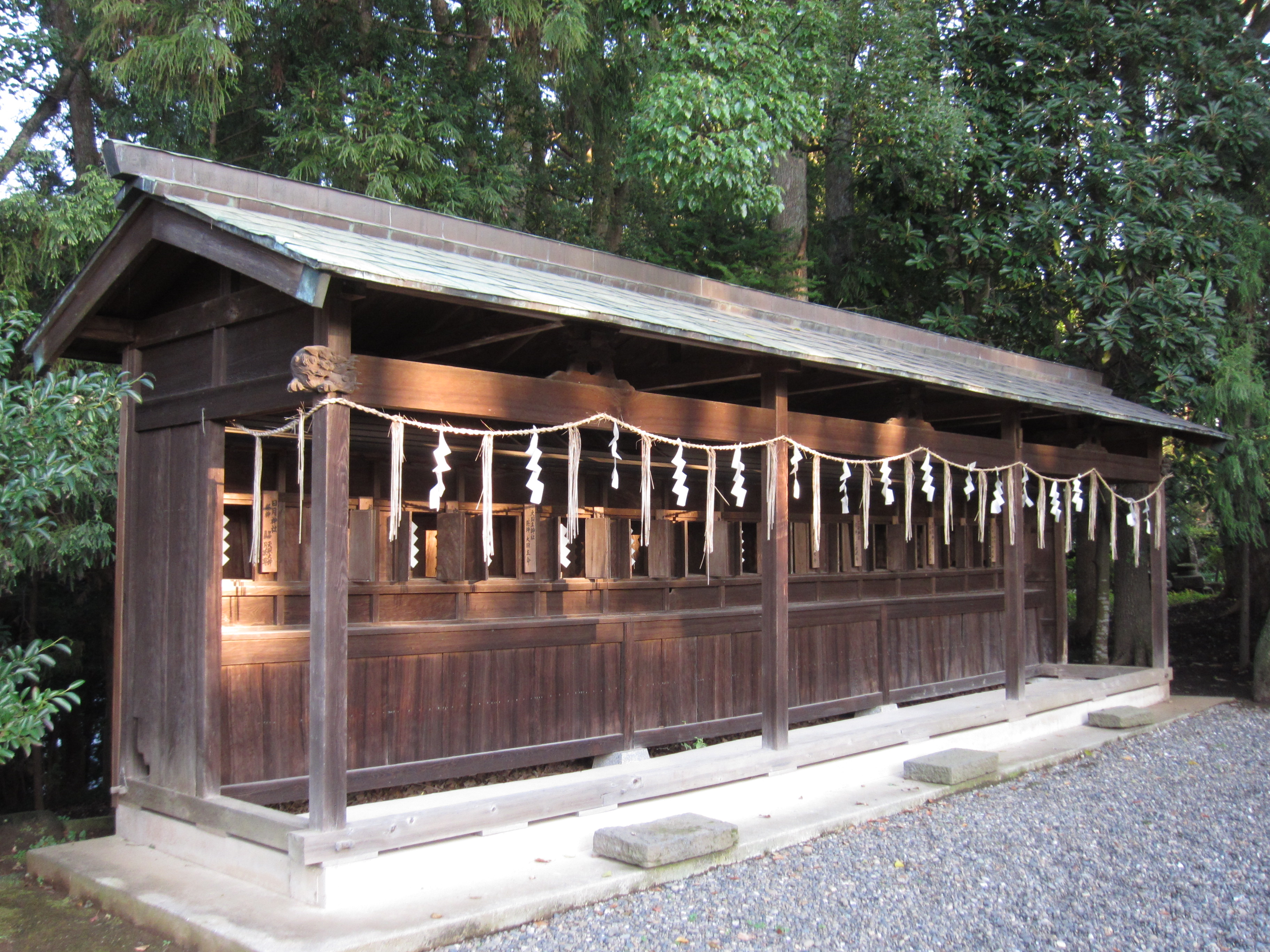
摂末社

## 伝承
姉埼神社境内には松の木が生育していない（境内の木々は多くが杉の古木）。これについて、姉埼神社の神が松を嫌う由来や地名の起源として、以下の諸伝承がある。
- 出かけたきり（旅に出たきり、とも）いつ帰ってくるかわからない志那都比古尊を支那斗弁命が思い、「待つのはつらい」と嘆いたことから、「待つ」に通じる「松」が当地では忌まれるようになったという。
- 支那斗弁命と志那都比古尊がこの地を訪れた際、姉神（支那斗弁命）の方が先に来て当地で弟神（志那都比古尊）を待ったので「あねがさき」という地名になったという（この時「待つ身はつらい」と言ったという伝承もある）。
- 元々の地名は「姉ヶ松」であった。しかし、この地では姉妹がいる家からは妹ばかりが先に嫁いで行き、姉が実家に長く残ることが多く、「あねがまつ（姉が待つ）」という地名にその原因があるのではと考えた人々が、姉から先に嫁に行けるようにとの願いを込めて、地名を「あねがさき（姉が先）」に変えたという。

また、氏子区域内でも正月に松を飾らないという風習がある。したがって門松を飾ることも避けられ、松ではなく榊を用いた「門榊（かどさかき）」が飾られる。ほかに鰯の頭などの魔除けや、市原市が公式で配布している門榊カードで代用とする家庭もある。

## 現地情報
所在地
- 千葉県市原市姉崎2270

交通アクセス
- 鉄道：東日本旅客鉄道（JR東日本）内房線 姉ケ崎駅 （徒歩約10分）

周辺
- 姉崎古墳群 - 姉崎天神山古墳、姉崎二子塚古墳など。